# Lurs distrikt
Lurs distrikt är ett distrikt i Tanums kommun och Västra Götalands län. 
Distriktet ligger vid kusten, norr om Tanumshede.

## Tidigare administrativ tillhörighet
Distriktet inrättades 2016 och utgörs av socknen Lur i Tanums kommun.
Området motsvarar den omfattning Lurs församling hade vid årsskiftet 1999/2000.